# Sven Damsholt
Sven Damsholt (9. juni 1916 - 3. oktober 2016) var en dansk forfatter og forlagsboghandler.
Damsholt grundlagde Sankt Ansgars Boghandel og Forlag i Bredgade i København i 1941. Han stod selv for oversættelse, redigering og trykning af mange bøger, særligt indenfor filosofi og religion. Han skrev også flere bøger selv. Oprindeligt var forlaget katolsk baseret, men det har siden udgivet bøger om flere religioner; foruden kristendom bl.a. vedanta og buddhisme. Forlaget der nu hedder "Visdomsbøgerne" har især udgivet titler vedrørende mystik inden for kristendom såvel som andre religioner.
Sven Damsholt oversatte Arthur Osbornes bog om Ramana Maharshi: Ramana Maharshi and the Path of Self-Knowledge (1963). Den danske titel er Ramana Maharshi og vejen til Selvet, udgivet på Skt. Ansgars Forlag i 1973.

## Film
- Sven & Visdommen. En film af Marie Louise Lefèvre. 2012. DVD distribueret i samarbejde med Fønix Musik & Film.

## Links
- [www.visdomsbogerne.dk]
- [www.fonixmusik.com]